# Matankari
Matankari (auch: Matamkari) ist eine Landgemeinde im Departement Dogondoutchi in Niger.

## Geographie
Matankari gehört zur Sahelzone. Die Nachbargemeinden sind Soucoucoutane im Nordwesten, Dogonkiria im Nordosten, Dan-Kassari im Südosten und die Departementshauptstadt Dogondoutchi im Südwesten.
Bei den Siedlungen im Gemeindegebiet handelt es sich um 32 Dörfer, 221 Weiler und 5 Lager. Matankari erhebt Anspruch auf zwei weitere Siedlungen in der Nachbargemeinde Dogonkiria. Umgekehrt beansprucht die Nachbargemeinde Soucoucoutane fünf Siedlungen in Matankari. Der Hauptort der Landgemeinde Matankari ist das Dorf Matankari. Am Westrand des Hauptorts verläuft der 4. Längengrad.
Westlich des Hauptorts verläuft das große, periodisch wasserführende Trockental Dallol Maouri. In der Gemeinde besteht ein hohes Risiko von Überschwemmungen.

## Geschichte

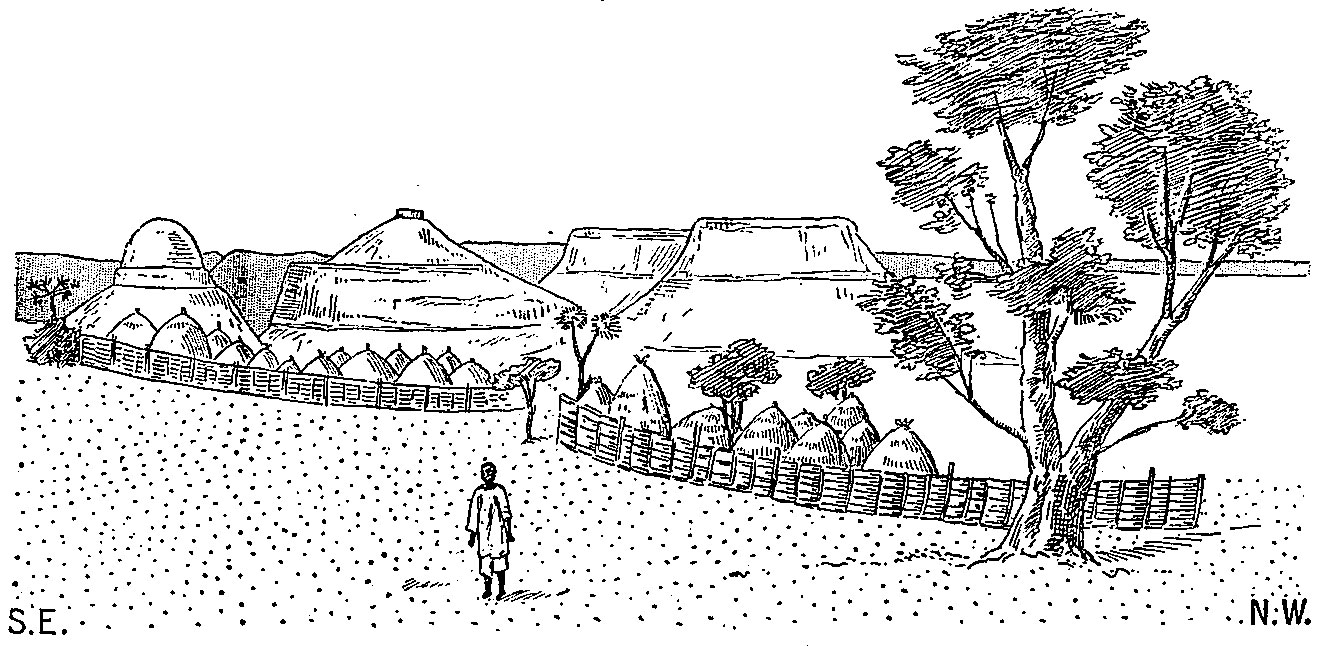
Matankari mit dem Marktplatz im Vordergrund (1909)

Der Ortsname Matankari kommt von Mato n’Gari, was „Dorf des Mato“ bedeutet. Mato war von 1767 bis 1786 Herrscher von Aréoua, des Reichs der Maouri, einer Untergruppe der Hausa. Der Titel der Herrscher von Aréoua lautete serki n’Aréoua. Mato gründete Matankari als seinen Herrschaftssitz. Sein Nachfolger Goga regierte von 1786 bis 1803 und konnte erfolgreich einen Angriff der Fulbe abwehren. Unter Ousman, der von 1803 bis 1821 herrschte, waren die Maouri von einer Hungersnot dermaßen geschwächt, dass sie zwischenzeitlich nicht mehr kämpfen und aus Matankari vor den Fulbe fliehen mussten. Letztlich konnte Ousman die Oberhand behalten, musste jedoch an die Fulbe Tributzahlungen leisten. Sein Nachfolger Gay-Va starb bereits 1822 im Kampf als Verbündeter des Reichs Gobir gegen das Reich Sokoto. Nach Gay-Va herrschte von 1822 bis 1849 Gagara, der mit Sokoto Frieden schloss. Ihm folgte von 1849 bis 1861 Alissina nach. Dieser musste sich gegen Angriffe der Tuareg aus Imanan zur Wehr setzen und griff seinerseits die Aréoua-Provinz Tibiri an. Tibiri verbündete sich jedoch mit dem Reich Kebbi und Alissina wurde in der Schlacht geschlagen und getötet. Sein Nachfolger Lefeda, der von 1861 bis 1873 regierte, musste sich mit Revolten mehrerer Dörfer in Aréoua, darunter Dogondoutchi, auseinandersetzen. Letztlich musste er zugunsten von Bagajié abdanken, der bis 1901 in relativem Frieden regierte.

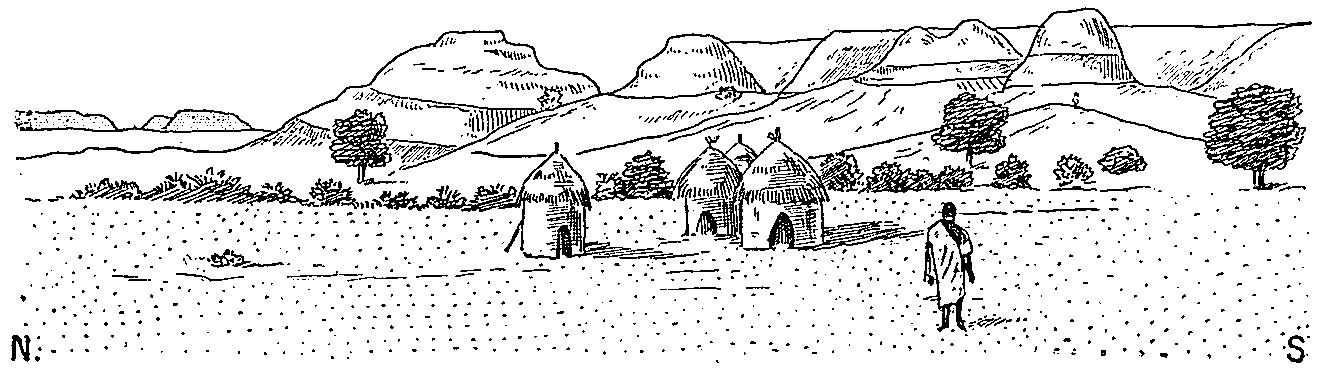
Matankari nördlich des Forts, mit Blick auf den Pass nach Tougana (1909)

Am 27. März 1899 musste sich Bagajié allerdings der französischen Mission Voulet-Chanoine unterwerfen. Sein Nachfolger war Koché, der von 1901 bis 1913 herrschte. Im Jahr 1903 gründeten die Franzosen einen Militärposten in Matankari. Der britische Reiseschriftsteller A. Henry Savage Landor besuchte die Ortschaft 1906 im Rahmen seiner zwölfmonatigen Afrika-Durchquerung. Er beschrieb Matankari als etwa 3000-köpfige Siedlung mit engen Gassen, den Herrschaftssitz von Koché mit zwei hohen Lehmsäulen, in denen er ägyptischen Einfluss vermutete, das erhöht gelegene französische Fort und die zylindrische Architektur der sauberen Wohnhäuser. Als der französische Militärposten 1906 in die Stadt Dogondoutchi verlegt wurde, war auch der serki n’Aréoua gezwungen, seinen Amtssitz nach Dogondoutchi zu übersiedeln. Die 364 Kilometer lange Piste für Reiter zwischen Dogondoutchi und Niamey, die durch Matankari führte, galt in den 1920er Jahren als einer der Hauptverkehrswege in der damaligen französischen Kolonie Niger.
Bis 1972 hatten in Niger nur die Großstädte Niamey, Maradi, Tahoua und Zinder den Status einer eigenständigen Gemeinde. In diesem Jahr wurde Matankari zeitgleich mit sechs weiteren nigrischen Orten zur Gemeinde erhoben. Bei der Flutkatastrophe in West- und Zentralafrika 2010 wurden 4262 Einwohner von Matankari als Katastrophenopfer eingestuft, so viele wie in sonst keiner Gemeinde in der Region Dosso. Im Hauptort kam es im Zeitraum von 2011 bis 2016 in drei Jahren zu Überschwemmungen.

## Bevölkerung

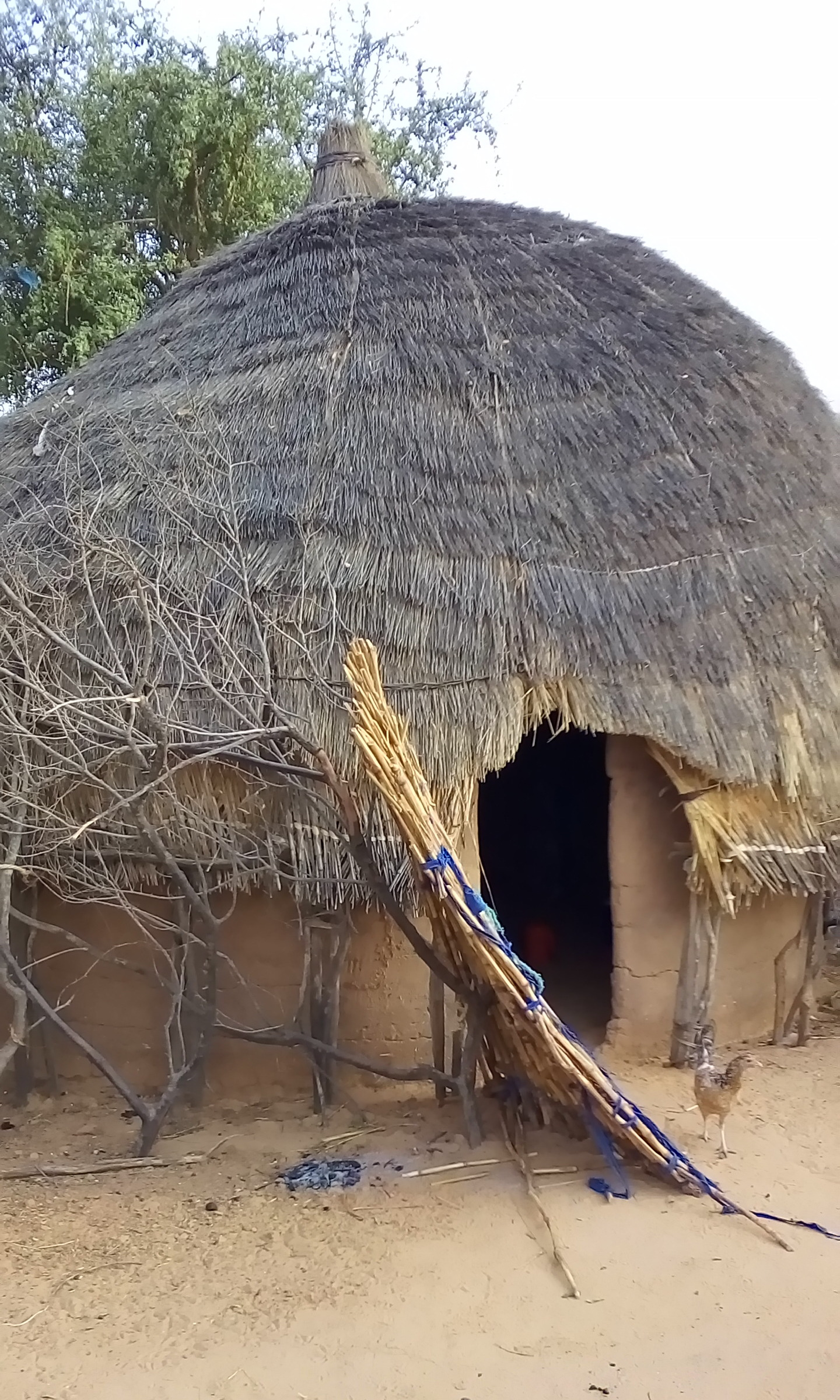
Eine Lehm- und Strohhütte in Matankari (2020)

Bei der Volkszählung 2012 hatte die Landgemeinde 68.979 Einwohner, die in 8859 Haushalten lebten. Bei der Volkszählung 2001 betrug die Einwohnerzahl 57.646 in 7038 Haushalten.
Im Hauptort lebten bei der Volkszählung 2012 14.261 Einwohner in 2071 Haushalten und bei der Volkszählung 2001 11.443 in 1396 Haushalten.
In ethnischer Hinsicht ist die Gemeinde ein Siedlungsgebiet von Arawa, Goubawa und Kurfeyawa.

## Politik
Der Gemeinderat (conseil municipal) hat 18 gewählte Mitglieder. Mit den Kommunalwahlen 2020 sind die Sitze im Gemeinderat wie folgt verteilt: 12 MPN-Kiishin Kassa, 5 PNDS-Tarayya und 1 MNSD-Nassara.
Jeweils ein traditioneller Ortsvorsteher (chef traditionnel) steht an der Spitze von 26 Dörfern in der Gemeinde.

## Wirtschaft und Infrastruktur
Die Gemeinde liegt in einer Zone, in der Regenfeldbau betrieben wird. Im Dorf Bagagi gibt es einen Viehmarkt. Der Markttag ist Mittwoch. Die Niederschlagsmessstation im Hauptort liegt auf 234 m Höhe und wurde 1981 in Betrieb genommen.
Im Dorf Birnin Lokoyo ist ein Gesundheitszentrum des Typs Centre de Santé Intégré (CSI) vorhanden. Der CEG Matankari, der im Dorf Bagagi gelegene CEG Bagagi und der im Dorf Tribu Kasko Peulh gelegene CEG Kasko Peulh sind allgemein bildende Schulen der Sekundarstufe des Typs Collège d’Enseignement Général (CEG). Das Berufsausbildungszentrum Centre de Formation aux Métiers de Matankari (CFM Matankari) bietet Lehrgänge in familiärer Wirtschaft, Tischlerei, Automechanik und Schneiderei an.
Durch die Gemeinde, unter anderem durch den Hauptort, führt die Nationalstraße 36 zwischen Dogondoutchi und Tébaram. In Bagagi zweigt die Route 341 nach Soucoucoutane von der Nationalstraße 36 ab.

## Persönlichkeiten
- Dandi Abarchi (* 1942), Offizier, Politiker und Diplomat
- Nouhou Bako (* 1944), Offizier
- Abdou Gaoh (1922–1992), Politiker
- Amadou Gaoh (1925–2015), Politiker
- Daddy Gaoh (1906–1973), Politiker